# Тернуватка (Вакулівська сільська громада)
Тернува́тка — село в Україні, в Вакулівській сільській територіальній громаді Криворізького району Дніпропетровської області. Населення — 3 мешканці. До реформи 2020 року належав Софіївському районові.

## Географія
Село Тернуватка знаходиться біля витоків річки Базавлучок, нижче за течією на відстані 1 км розташоване село Базавлучок. Річка в цьому місці пересихає, на ній зроблено кілька загат.

## Населення

### Мова
Розподіл населення за рідною мовою за даними перепису 2001 року:
| Мова       | Відсоток |
| ---------- | -------- |
| українська | 98,1 %   |
| російська  | 1,9 %    |

## Інтернет-посилання
- Погода в селі Тернуватка| - п - о - р Населені пункти Вакулівської сільської громади | - п - о - р Населені пункти Вакулівської сільської громади                                                                                                                                                                    |
| ---------------------------------------------------------- | --- |
| Села                                                       | Базавлучок · Вакулове · Дачне · Жовте · Калашники · Мар'ївка · Нові Ковна · Нововасилівка · Нововітебське · Новоолексіївка · Новоподільське · Одрубок · Павлівка · Петропавлівка · Садове · Тернуватка · Українка · Явдохівка |

1. ↑  Рідні мови в об'єднаних територіальних громадах України — Український центр суспільних даних